# Nicholas G. Carr
Pour les articles homonymes, voir Carr.
Nicholas G. Carr (né le 7 janvier 1959) est un auteur américain qui a publié des livres sur la technologie, les affaires et la culture. Son livre The Shallows: What the Internet is Doing to Our Brains est nommé dans la sélection finale du prix Pulitzer 2011 dans la catégorie General Nonfiction, et salué par la critique.

## Carrière
Nicholas Carr fait ses études au Dartmouth College et à l'université Harvard. Il commence sa carrière comme executive editor pour la Harvard Business Review.

### IT Doesn't Matter
Carr se fait remarquer à partir de 2003 lorsque sont publiés successivement son article « IT Doesn't Matter » dans la Harvard Business Review, et son livre Does IT Matter? Information Technology and the Corrosion of Competitive Advantage aux éditions Harvard Business School Press (le titre des deux publications joue sur les deux acceptions du terme « IT » : comme article défini ou comme acronyme pour Information technology). Dans ces deux publications, qui feront l'objet d'intenses débats, il soutient l'idée que l'importance des technologies de l'information dans le monde des affaires a diminué à mesure que ces dernières devenaient plus communes, standardisées et abordables ; leur usage ne permet plus de bénéficier d'un avantage compétitif réel, ce qui induit de revoir à la baisse les dépenses qui y sont associées, ou au moins de cesser de courir après les innovations technologiques pour elles-mêmes (« Follow, don't lead »). Ces idées furent reprises et critiquées par des grands noms d'industriels du secteur technologique, issus notamment de Microsoft, Intel, HP et d'autres,,. En 2005, Carr poursuit sa réflexion sur la question en publiant un article intitulé « The End of Corporate Computing » dans la MIT Sloan Management Review, où il explique que dans le futur les entreprises considèreront l'informatique comme un service utilitaire fourni par des prestataires externes.

### The Big Switch
Le deuxième livre de Nicholas Carr, The Big Switch: Rewiring the World, From Edison to Google, est publié en janvier 2008 par W. W. Norton. Il examine les conséquences économiques et sociales de l'émergence du cloud par rapport à celles provoquées par l'avènement de l'électricité au XXe siècle.
Le même mois, Carr devient membre du comité de conseil éditorial de l'Encyclopædia Britannica.

### Is Google Making Us Stupid?
Au cours de l'été 2008, The Atlantic publie un article de Carr intitulé « Is Google Making Us Stupid? » en couverture de sa parution annuelle « Idées ». L'article est très critique envers les effets d'Internet sur la connaissance ; il sera très lu et critiqué par les médias et la blogosphère. L'argument principal de Carr est qu'Internet pourrait avoir des effets nuisibles qui diminuent la capacité de concentration et de réflexion des individus. Il écrit ainsi :

« Pour moi, comme pour d'autres, le Net devient un médium universel, le canal pour la plupart des informations qui passe à travers mes yeux, mes oreilles et mon esprit. Les avantages d'un accès instantané à une source d'information si riche sont nombreux, et ils ont été largement décrits et dûment applaudis. « Le parfait souvenir de la mémoire du silicium peut être une aubaine énorme pour la pensée » écrivait Clive Thompson de Wired. Mais cela a un prix. Comme le soulignait le théoricien des médias Marshall McLuhan dans les années 60, les médias ne sont pas un simple lieu passif de transmission d'information. Ils fournissent la matière des pensées, mais il en déterminent aussi le processus. Et ce que le Net semble faire c'est écailler ma capacité de concentration et de réflexion. Mon esprit s'attend désormais à prendre l'information là où le net la distribue: dans un flux rapide et mouvant de particules. J'étais un plongeur dans la mer des mots. Maintenant je glisse sur sa surface comme un homme sur un jet ski. »

Le livre de Nicholas Carr, The Shallows (juin 2010) développe davantage ses arguments. Proposé pour le prix Pulizer, le livre est traduit dans 17 langues et est cité dans la liste des best-sellers du New-York Times.

### Critique du «web 2.0»
Avec son blog Rough Type, Carr poursuit sa critique des utopies technologiques et en particulier des idéalisations de la production « sociale » de contenu. Il est particulièrement critique envers Wikipédia, dont il dénonce la tendance bureaucratique et réglementaire, qui donne lieu à des réflexes de castes chez les utilisateurs, et les pratiques dont ils usent (notamment celle de supprimer arbitrairement un article). C'est lui qui en août 2007 inventera le terme de « wikicrats » pour désigner de manière péjorative les administrateurs de Wikipédia.
En 2005 dans un texte intitulé The Amorality of Web 2.0 (« L'amoralité du Web 2.0 »), il critique la qualité des contributions sur des projets comme Wikipédia ou sur les blogs, arguant qu'elle peut avoir un effet négatif sur la société dans son ensemble en se substituant à des alternatives professionnelles plus coûteuses. En réponse à cette critique, le cofondateur de Wikipédia Jimmy Wales a reconnu que les exemples d'articles cités par Carr étaient « honnêtement très embarrassants » (il s'agissait des articles en langue anglaise consacrés à Bill Gates et à Jane Fonda), et a sollicité des conseils pour améliorer la qualité des articles sur l'encyclopédie en ligne.
En mai 2007, Carr explique qu'il considère l'importance des pages Wikipédia dans les premiers résultats des moteurs de recherche, comme une domination dangereuse et le signe, au même titre que la réduction du nombre d'acteurs de la recherche sur Internet, qu'émergent ce qu'il appelle des « information plantations » (des « plantations d'information »), c'est-à-dire des points de plus en plus centralisés d'accès à la connaissance, qui gardent la main sur l'essentiel du trafic sur le web et se renforcent eux-mêmes (« on the Internet, the big gets bigger »).

## Publications

### originales en anglais
- Digital Enterprise: How to Reshape Your Business for a Connected World, 2001  (ISBN 1-57851-558-0)
- Does IT Matter?, 2004  (ISBN 1-59139-444-9)
- The Big Switch: Rewiring the World, from Edison to Google, 2008, W. W. Norton  (ISBN 978-0-393-06228-1)
- The Shallows: What the Internet Is Doing to Our Brains, 2010, W. W. Norton  (ISBN 978-0-393-07222-8)
- The Glass Cage: Automation and Us, 2014, W. W. Norton  (ISBN 978-0393350777)
- Utopia Is Creepy: and Other Provocations, 2016, W. W. Norton,  (ISBN 978-0-393-25454-9)

### traductions en français
- Internet rend-il bête ? : Réapprendre à lire et à penser dans un monde fragmenté [« The Shallows: What the Internet Is Doing to Our Brains »], Robert Laffont, 2011, 320 p. (ISBN 978-2-221-12443-7)
- Remplacer l'humain : Critique de l'automatisation de la société [« The Glass Cage: Automation and Us »]  (trad. de l'anglais), Paris, L'Échappée, 2017, 266 p. (ISBN 978-2-37309-027-7)